# Slash
Saul Hudson, poznatiji kao Slash, je gitarist hard rock sastava Guns N' Roses. Prepoznatljiv je po svojoj dugoj kovrčavoj kosi, velikom šeširu, njegovoj ljubavi prema Jack Daniel'su, i, naravno, cigareti u ustima.
Trenutačno je u vezi s Meegan Hodges, koju je upoznao u mlađim danima. 2018. godine objavio je četvrti samostalni album pod nazivom “Living The Dream”.

## Životopis

### Rani život
Slash je rođen 23. srpnja 1965. u Hampsteadu,London, Engleska od oca i afroameričke majke, od kojih su se oboje bavili šoubiznisom (majka je dizajnirala kostim Davidu Bowieju za "The Man Who Fell To Earth"). 
U srednjim 70-ima, njegovi roditelji su se razveli i Slash se preselio svojoj baki. Do jedanaeste godine odrastao je u Stoke-on-Trentu kad su se on i njegova majka preselili u Los Angeles u Sjedinjenim Državama. Otac je ostao u Engleskoj. Slash je u SAD-u pohađao srednju školu Beverly Hills zajedno s budućim zvijezdama među kojima su Lenny Kravitz i Nicolas Cage.
Kad je imao oko 15 godina, Slash je dobio akustičnu gitaru s jednom žicom na kojoj je učio svirati. Slashovi rani utjecaji su bili Led Zeppelin, Thin Lizzy, Rory Gallagher, Eric Clapton, The Rolling Stones, Queen, Aerosmith, Jimi Hendrix, AC/DC i Jeff Beck. Prva pjesma koju je naučio svirati bila je "Smoke on the Water" Deep Purplea. Uzimao je lekcije, ali je htio i sam učiti. Slash je počeo vježbati 12 sati na dan, što je utjecalo na njegovo školsko obrazovanje. Konačno, Slash je odustao od škole u jedanaestom razredu. Dok je bio dio Los Angeleske scene išao je na audiciju za Glam metal sastav Poison i bio je finalist dok ga nije pobijedio nadmoćniji C.C. DeVille. Zatim je upoznao bubnjara po imenu Steven Adler i njih dvojica formirali su sastav Road Crew (koji je imao problema sa zadržavanjem članova osim njih dvojice).

### Guns N' Roses
Slash i Adler su kasnije upoznali budućeg ritam gitarista Guns N' Rosesa Izzya Stradlina koji im je pustio kazetu na kojoj je Axl Rose pjevao. Slash i Adler su ubrzo upoznali Axla. Kasnije, kad gitarist Tracii Guns i bubnjar Rob Gardner iz Axlovog novog sastava, Hollywood Rose, nisu mogli doći na prvih nekoliko koncerata u Seattleu, Slash i Adler su se ponudili i ubrzo ušli u sastav. Sastav je postao Guns N' Roses ubrzo nakon toga. 
1988. godine Guns n' Roses su izdali album G N' R Lies, koji je sadržavao kontroverznu pjesmu "One in a Million" (među stihovima pjesme se našla riječ "niggers" (crnje))koju je odbio svirati na koncertima. Nakon Use Your Illusion turneje, Slash je dobio američko državljanstvo.
Dok je svirao u Gn'R kao gitarist, Slash je surađivao s mnogim glazbenicima među kojima su Lenny Kravitz, BLACKstreet, Michael Jackson i Queen.  Slash je zapamćen po primanju nagrade na American Music Awards 1989. kad je u alkoholiziranom stanju održao govor.  Prije primanja druge nagrade Gn'R-a na American Music Awards, on i Duff McKagan su se popeli na pozornicu prilično pijani, držeći piće u rukama i pušeći cigarete.  U razmaku od 20 sekundi, Slash je opsovao dvaput u svom suludom govoru prije nego što je bio prekinut glazbom i premještanjem kamere na AMA logo.  Nakon prve riječi na f, iz publike se čuo iznenađujući uzdah, nakon čega je Slash pokrio usta s cigaretom u ruci, i humoristično rekao "oops".  
U 1991., Guns N' Roses su krenuli na 28 mjeseci dugu turneju Use Your Illusion, odmah nakon izlaska njihovih novih albuma, Use Your Illusion I i Use Your Illusion II. Albumi su označili promjenu u glazbenom smjeru sastava, uključujući umjetničke i dramatične pjesme poput "November Rain" i "Estranged". Ovakve pjesme su, zajedno s baladama poput "Don't Cry", doprinijele napetostima u sastavu zbog kojih se i raspao. Slash je kasnije naveo ovu činjenicu kao ključnu komponentu njegove nemogućnosti rada s Axlom.
Slash je poznat kao obožavatelj filmova Kum te je svirao temu iz filma na svakom koncertu. 
Pri kraju turneje, nakon izlaska albuma The Spaghetti Incident?, zadnjeg albuma Guns 'n'Rosesa na kojem svira Slash, počeo je ulaziti i izlaziti iz sastava u sastav. 1994. i 1995., započeo je projekt po imenu Slash's Snakepit (u kojem su sudjelovali i gitarist Gilby Clarke i bubnjar Matt Sorum, obojica iz Gn'R-a) koji je izdao svoj debitantski album, It's Five O'Clock Somewhere.
U dodatku, Slash je nastupao zajedno s Michaelom Jacksonom na 1995 MTV Video Music Awards. Slash je svirao gitaru u Black Or White segmentu nastupa, koji je sadržavao neplanirani solo od 90 sekundi, tijekom kojeg se Jackson otišao presvući za sljedeću pjesmu, Billie Jean. Slash je kasnije nastupao s Michaelom Jacksonom ponovno 10. rujna 2001., na Jacksonov 30-oj godišnjici u Madison Square Gardenu u New York Cityu.

### Poslije Guns N' Roses
Slash je službeno napustio Gn'R 1996. godine nakon što je izjavio da ne može raditi s Roseom. Navodno su on i Axl imali nekoliko nesuglasica glede glazbenog smjera sastava i Slash je bio ljut kad je Axl zamijenio Gilbyevu gitaru s Paul Tobiasovom na pjesmi "Sympathy for the Devil".  Zatim se usredotočio na Slash's Snakepit, svirajući nekoliko koncerata prije raspuštanja sastava kasnije iste godine. Ponovno je okupio Snakepit 1998., da bi ga ponovno raspustio u srpnju 2001. Nakon izdavanja drugog albuma, Ain't Life Grand, godinu dana prije.
2003. godine je sudjelovao na "Birdland", povratnom albumu Yardbirdsa (koji se sastojao od već snimljenih dijelova njihovih najvećih hitova, s gostima među kojima su Jeff Beck, Joe Satriani, Steve Vai, Brian May, Steve Lukather, Jeff "Skunk" Baxter, Johnny Rzeznik, Martin Ditchum i Simon McCarty). Svirao je lead gitaru na pjesmi "Over, Under, Sideways, Down".
Od sredine 90-ih do ranih 2000-ih, Slash je proveo vrijeme svirajući s mnogim sastavima, često kao gost na različitim albumima i turnejama uključujući različite stilove glazbe. No nije zapravo bio u sastavu sve do 2002., kad se sastao s Duffom McKaganom i Mattom Sorumom za dobrotvorni/memorijalni koncert za Randyja Castilla. Shvaćući da još ima kemije među njima, odlučili su sastaviti novi sastav.

### Velvet Revolver i nadalje
Velvet Revolver je supersastav koji je počeo kao "The Project", potraga Slasha, McKagana, i Soruma za novim pjevačem. Za ritam gitaru su pozvali Izzyja Stradlina, ali to nije išlo jer je Izzy imao drugih poslova i turneja. Na kraju su uzeli Davea Kushnera, iz sastava u kojem je Duff bio prije nego što se ujedinio sa Slashom. Njih četvorica mjesecima su slušali demosnimke potencijalnih pjevača, cijeli proces je zabilježio VH1. Nakon mnogo mjeseci su htjeli odustati. No Stone Temple Pilots su bili na produženom odmoru, i pjevač Scott Weiland se prijavio za "The Project". Slash, Duff, i Matt su se odmah složili s njim i Velvet Revolver je nastao.
Sastav je svirao koncerte ljeti 2003. i izdao svoj prvi singl, "Set Me Free" kao dio soundtracka za film Hulk. U lipnju 2004., izdali su svoj prvi studijski album, Contraband. Uslijedila je turneja od 19 mjeseci, kako je album postao platinasti i ustanovio Slasha među masama koje su ga zaboravile tokom godina. Turneja je završila u siječnju 2006., a Slash i kolege su uzeli odmor prije početka rada na drugom albumu. Sastav je snimio novu pjesmu za Steven Spielbergov film Kuća monstrum u svibnju 2006. godine.
17. siječnja 2007. Slash je dodan u Hollywood Rock Walk of Fame, rame uz rame s legendama poput Jimmyja Pagea i Eddieja Van Halena. 2. ožujka 2007. Slash je bio gost na pogrebu Anne Nicole Smith.
12. ožujka 2007. Slash i Velvet Revolver su odali počast Van Halenu uvodeći sastav u Rock N' Roll Hall of Fame. Također su odsvirali i dvije obrade.
Slash će se pojaviti na naslovnici Guitar World magazina za izdanje u srpnju 2007. Naslov je "The cat in the hat is back" ("Mačak u šeširu se vratio") i na slici Slash drži gitaru dok mu zmija gmiže prema licu. Izdanje također sadrži detaljan intervju s umjetnikom.

## Kontroverzije
U ožujku 2006. Axl Roseov odvjetnik je objavio sljedeću izjavu: "U listopadu 2005. Slash se nenajavljeno pojavio pred kućom Axlea Rosea u 5:30 sati. Nije se činio pod utjecajem, Slash je došao da kaže Axlu: 'Duff je beskičmenjak,' 'Scott Weiland je prevarant,' i da 'mrzi Matta Soruma' i da je ovaj hladni rat, natjecanje da je Slash postigao više od Axla u zadnjih 20 godina, dobio Axl koji je dokazao da je 'jači.' Axl se nadao da će Slash čuti njegove objave da završi rat i nastavi sa životom. Nažalost, to se nije dogodilo." 
Slash nije komentirao Axlovu izjavu - ali glasnogovornik Velvet Revolvera je obećao da će se Slash čuti uskoro - Slash nije dao izjavu, ali Scott Weiland (iz Velvet Revolvera) je objavio ovo na njihovoj stranici:
Idi u teretanu, jebem ti mater, ili ako želiš, nabavi novu periku. Mislim da ću se oduprijeti potrebi da se spuštam na tvoj nivo. O sranje, evo dolazi, ti debeli, zategnuti, nosaču perika! O.K., sad se bolje osjećam. Nemoj na trenutak pomisliti da ne znamo odakle su došle te riječi. Tvoj neoriginalan, nekreativan mali um, isti um koji se oslanjao na kolege iz sastava da pišu melodije i stihove. Tko je prevarant sada, kurvo? Kvragu, ja ne bih mogao zamisliti da ljudi pišu za mene. Koliko si albuma izdao, čovječe, i koliko ti je trebalo vremena da sadašnji takozvani “sastav” napravi album? Koliko? Kako se usuđuješ! Sram te bilo! Kako se usuđuješ nazivati našeg basistu “beskičmenjakom”. Na turneji smo i promoviramo album već godinu i pol dana. Koliko si ti koncerata odradio u zadnjih deset godina? O, tako je - ti si odustao od toliko isčekivane povratničke turneje, ostavljajući svoje obožavatelje?! Ja neću ni navoditi što sam postigao zato što ne trebam. Mi ovdje govorimo o preplašenom malom čovjeku koji je jednom mislio da je kralj, ali kralj bez krune je ništa osim uspomene na šupka koji je nekad bio.
Izjava je maknuta dva dana poslije.
25. travnja 2006., Duff McKagan je gostovao u emisiji Opie & Anthony na XM radiju. Opovrgnuo je sve glasine da Slash napušta Velvet Revolver govoreći da su jednostavno "sranje". Dva dana kasnije, Slash i njegova supruga Perla su zatražili razvod u Los Angelesu. Vjeruje se da je Perla, koja je također menadžer Velvet Revolvera, izvor lažnih glasina oko prekida Velvet Revolvera kao i ponovnog ujedinjenja Slasha s Axlom Roseom. Te su glasine bile netočne (Slash je na Camp Freddyju 13. svibnja rekao da je i dalje u Velvet Revolveru i da nije razgovarao s Axlom od 1996.)
13. svibnja 2006., Slash je gostovao na Camp Freddy Showu na Indie 1031 FM radiju i porekao da je posjetio Axla ili rekao sve što je Axl tvrdio.
Slash je izjavio: "Ne želim se upletati u tu dugu stvar. To je nešto što je on (Axl) odlučio učiniti... Bilo je mnogo stvari koje su učinjene da bi se promovirao sljedeći album Gunsa i turneja i takve stvari, zato je bila ova stvar kako sam otišao do njegove kuće i da smo razgovarali i da sam ja rekao svašta o svojim kolegama iz sastava. I to je jednostavno neistinito. Nisam razgovarao s tipom na bilo kakav način već 12 godina, od 1996. [Smijeh] I to je to. Nema istine u tome."

## Oprema

### Gitare
Slash posjeduje između 85-110 gitara.
Neke od njih su sljedeće:
- Gibson & Epiphone
  - Les Paul Slash Custom Shop model
  - 1959 Les Paul replika koju je izradio Kris Derrig (neki ljudi misle da je to Max Baranet Les Paul replika, ali nije), "Sveti Gral za snimanje u studiju".
  - 1987 Les Paul Standard (Factory Second) (Slashova glavna gitara za svirke uživo s vratom slomljenim na 2 mjesta; popravljeno)
  - 1958 Les Paul replika koju je izradio Kris Derrig
  - 1959 Les Paul replika koju je izradio Kris Derrig
  - 2004 Les Paul Slash signature gitara
  - 2010 Les Paul Slash signature gitara koju koristi na svim nastupima od 2010 do danas
  - Standard i Custom
  - 1957-58-59-60 Les Paul Reissue
  - 2004 Signature (Velvet Revolver)
  - 1963 & 1965 Melody Maker
  - 1960 SG
  - EDS-1275
  - 1959 Flying V
  - 1958 Explorer
  - ES-335
  - Firebird VII
  - J-100
- Fender
  - Squier
  - 1952 Telecaster
  - 1956 Stratocaster
  - 1965 Stratocaster
  - 2006 JazzMaster
- Ernie Ball/Musicman
  - Silhouette
- Guild
  - 1999 Crossroads Doubleneck ("Godzilla")
  - akustična gitara s 12 žica
- B.C. Rich
  - Mockingbird (najmanje 3 potpisana modela s aktivnom elektronikom)
  - Rich Bich s 10 žica
  - Warlock
- Martin
  - D-28 akustična gitara
- Ramirez
  - klasična gitara
- Travis Bean
  - Travis Bean Electric
- First Act
  - 2006 GarageMaster (korištena u reklami za Volkswagen)

Gitare korištene u studiju za snimanje albuma Libertad:
- 1959 Gibson Les Paul replika koju je izradio Chris Derrig
- 1960 Gibson Les Paul reissue
- Gibson Les Paul Slash Custom Shop model
- Gibson Les Paul junior
- Gretsch 6120 Brian Setzer model
- Rickenbacker s 12 žica
- Fender Stratocaster

### Pojačala
Slash je prvi glazbenik koji ima Marshall pojačalo s potpisom.
- Marshall
  - Vintage model iz 1960-ih Marshall 1959 koje je modificirao Tim Caswell u SIR studiju; korišteno za snimanje albuma Appetite for Destruction (zamalo ukradeno)
  - 2555SL Signature Head s EL-34 lampama
  - JCM-800 2203 Head s 6550 lampama
  - JCM 2555 Silver Jubilee
  - 50W Plexi model 1987
  - Vintage Modern 2466 s KT-66 lampama
  - 1960BV 4x12 kutije
    - 60 Watt Celestion "Vintage 30" zvučnici

  - 1960BX 4x12 kutije
    - 25 Watt Celestion "Greenback" zvučnici

### Efekti
- Dunlop Rack Mounted Crybaby
- Rocktron Hush II CX
- DBX 166 Compressor
- Yamaha SPX 900 Multieffect
- Boss DD-5 Delay (za solo)
- MXR 10-band graphic EQ
- Dunlop Heil Talkbox
- Boss GE-7 (za solo)

Efekti korišteni u studiju za snimanje albuma Libertad :
- Dunlop Crybaby Slash Wah SW-95
- Dunlop Crybaby Q Wah 95Q i Q-Zone
- Dunlop MXR Boost/Overdrive MC-402 (za solo)
- Chicago Iron Octavian
- Dean Markley Voice Box

### Ostalo
- Žice
  - Ernie Ball Slinky R.P.S debljine 11-48
- Pickupi 
  - Seymour Duncan APH-1 Alnico II Pro
  - Vintage Gibson PAF
- Trzalice
  - Dunlop Purple Tortex (1.14 mm)
- Dodatno
  - Shure Wireless Guitar Kit
  - CAE custom switcher/router
  - Peterson Strobe štimer
  - Nady 950-GT Wireless Guitar System (koristio s Guns N' Roses)
  - Monster kabeli
  - Gitanes cigarete
  - Marlboro Red cigarete
  - Camel cigarete

## Zanimljivosti
- Slash je izabran za 12-og od 40 najutjecajnijih gitarista na Chez 106's listi.

- Slash se pojavljuje u videoigri Chrono Trigger kao gunđajući član glazbene trojke negativaca (također se pojavljuju Flea i Ozzy).

- Pojavljuje se kao lik u videoigri Guitar Hero III.

- On je jedini dugoročni član Guns N' Rosesa koji nije rođen u Sjedinjenim Državama (originalni basista Ole Beich je rođen u Danskoj, ali je kratko bio u sastavu).

- Slash izdaje autobiografiju.

- Slash je nekada imao crn jezik, i tvrdio je da je uzrok alkohol.

## Poveznice
- Velvet Revolver
- Guns N' Roses
- Slash's Snakepit
- Gibson Guitars
- Marshall Amplifiers

## Vanjske poveznice
- Službena stranica Velvet Revolver
- Slash Online
- Informacije o Slashovoj glazbenoj opremi
- Informacije o Slashovoj glazbenoj opremi 2  Arhivirana inačica izvorne stranice od 3. srpnja 2006. (Wayback Machine)